# Hemidactylus brookii
Hemidactylus brookii là một loài thằn lằn trong họ Gekkonidae. Loài này được Gray mô tả khoa học đầu tiên năm 1845.

## Hình ảnh

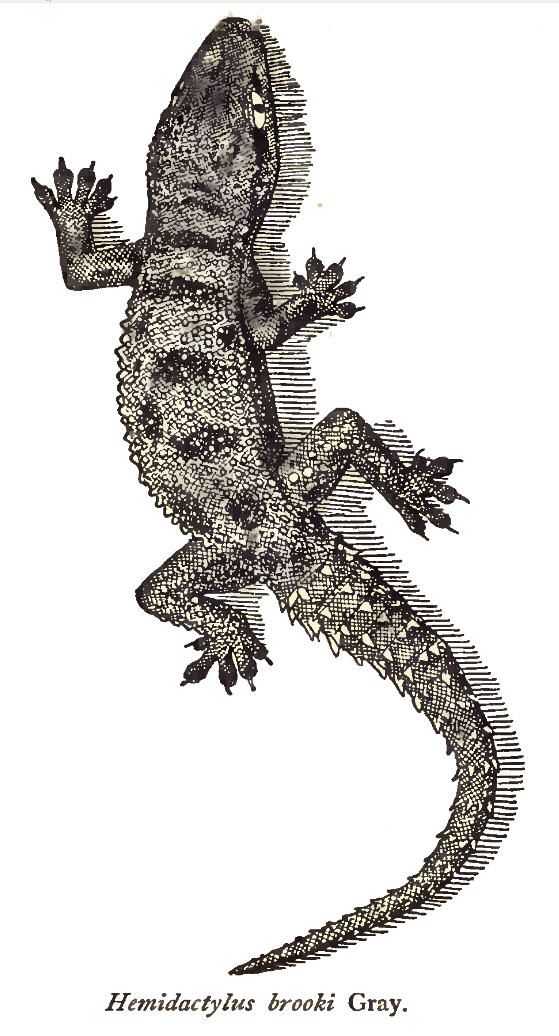